# Papiamento
Papiamento (engleză pronunție: /ˌpɑːpiəˈmɛntoʊ,ˌpæp-/) sau Papiamentu (engleză /ˌpɑːpiəˈmɛntuː,ˌpæp-/) este o limbă creolă vest-iberică vorbită în Indiile de Vest Olandeze și considerată a fi derivat dintr-un amestec de portugheză, iudeo-portugheză, spaniolă, iudeo-spaniolă, limbi africane, limbi Indigene, engleză și olandeză. Aceasta este cea mai vorbită limbă din Insulele Caraibe ABC, având statut de limbă oficială în Aruba și Curaçao. Limba este, de asemenea, recunoscută în Bonaire de către guvernul olandez.
Denumirea limbii însăși vine de la papia, pap(e)o sau pap(e)ar ("a sta de vorbă", "a vorbi"), un cuvânt prezent în portugheză (um papo, un "chat") și spaniolă colocvială; a se compara cu Papiá Kristang ("vorbire creștină"), o limbă creolă portugheză din Malaezia și Singapore, și cuvântul capverdian papiâ ("a vorbi"), sau în altă parte în Caraibe (Puerto Rico, Republica Dominicană, Cuba) papear—"pentru a vorbi excesiv" (și fără sens) sau "a se bâlbâi" (dar, de asemenea, "a mânca" sau "hrană"). Spaniola castiliană papeo, portugheză papar sunt termenii folosiți de copii pentru "a mânca" - vezi și termenul românesc a păpa).
Trei exemple de asemănare cu portugheza și spaniola (dar și cu româna):
| Română    | Papiamento | Papiamentu | Portugheză | Spaniolă |
| --------- | ---------- | ---------- | ---------- | -------- |
| Par (băț) | Palo       | Palu       | Pau        | Palo     |
| Casă      | Cas        | Kas        | Casa       | Casa     |
| Cuțit     | Cuchiu     | Kuchu      | Faca       | Cuchillo |

## Fonologie

### Ortografia
Există două ortografii: una fonetică folosită în Bonaire și Curaçao, și una etimologică utilizată în Aruba.
Papiamento are următoarele nouă vocale. Ortografia (sistemul de scriere) din Curaçao are un simbol pentru fiecare vocală.
| IPA | Ortografia din Curaçao | Ortografia din Aruba     |
| --- | ---------------------- | ------------------------ |
| [a] | în kana                | în cana (a merge pe jos) |
| [e] | e în sker, nechi       | e în scheur (a rupe)     |
| [ɛ] | è in skèr, nèchi       | e în sker (foarfece)     |
| [i] | i în chikí             | i în chikito (mic)       |
| [o] | o în bonchi, doló      | o în dolor (durere)      |
| [ɔ] | ò in bònchi, dòler     | o în dolar ( monedă)     |
| [u] | u în kunuku            | u în cunucu (= fermă)    |
| [ø] | ù în brùg              | u în brug (= pod)        |
| [y] | ü în hür               | uu în huur (= chiria)    |